# Нелис, Жозеф
Жозеф Нелис (фр. Joseph Nelis; 1 апреля 1917, Tutbury, Стаффордшир — 12 апреля 1994) — бельгийский футболист, играл на позиции нападающего. Участник чемпионата мира 1938 года.

## Биография

### Клубная карьера
В возрасте 16 лет присоединился к клубу «Берхем Спорт», за который играл семь сезонов. В 1941 году перешёл в «Юнион», за который играл в течение двух сезонов. В 1943 году перешёл в «Намюр», за который отыграл один сезон. Он также играл в низших дивизионах за «Иксель».

### Карьера в сборной
В составе сборной Бельгии принимал участие на чемпионате мира 1938 года, но на поле не выходил. Всего за сборную Бельгии сыграл 2 матча и забил 2 гола.

### Смерть
Скончался 12 апреля 1994 года в возрасте 77 лет.